# Winnicka Obwodowa Administracja Państwowa

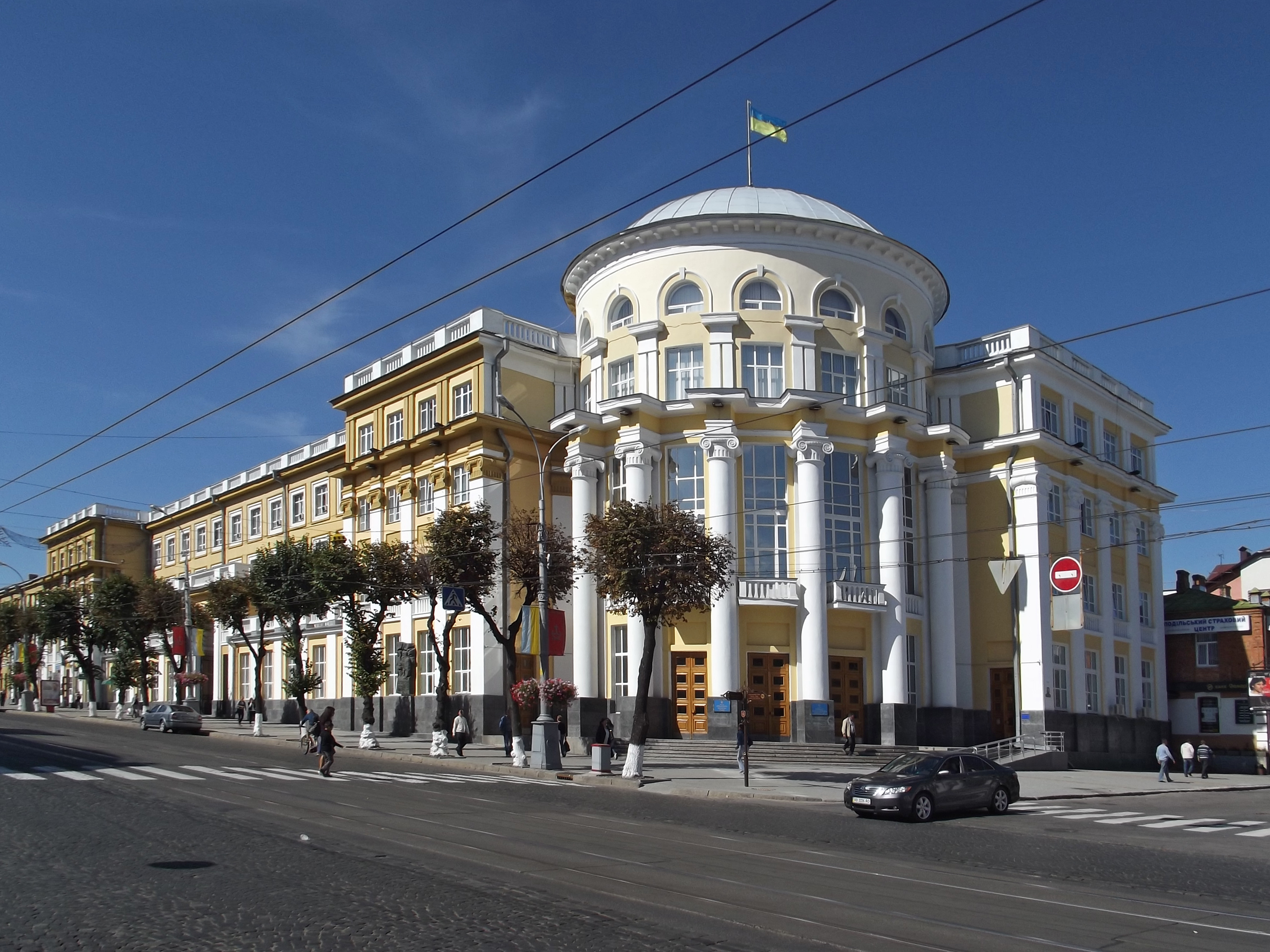
Budynek Winnickiej Obwodowej Administracji Państwowej

Winnicka Obwodowa Administracja Państwowa – obwodowa administracja państwowa (ODA), działająca w obwodzie winnickim Ukrainy.

## Przewodniczący ODA
- Mykoła Didyk (przedstawiciel prezydenta Ukrainy, marzec 1992 - październik 1994)
- Mykoła Melnyk (lipiec 1995 – czerwiec 1996)
- Anatolij Matwijenko (sierpień 1996 – kwiecień 1998)
- Mykoła Czumak (kwiecień 1998 – lipiec 1999)
- Dmytro Dworkis (lipiec 1999 – listopad 1999)
- Jurij Iwanow (listopad 1999 – 2002)
- Wiktor Kocemyr (maj 2002 – czerwiec 2004)
- Hryhorij Kałetnik (od 8 czerwca 2004 do 12 stycznia 2005)
- Ołeksandr Dombrowski (od lutego 2005 do 6 kwietnia 2010)
- Wołodymyr Demiszkan (6 kwietnia 2010 do maja 2010)
- Mykoła Dżyha (od 2 czerwca 2010 do grudnia 2012)
- Iwan Mowczan (od grudnia 2012 do 2 marca 2014)
- Anatolij Olijnyk (od 2 marca 2014 do 27 lutego 2015)
- Wałerij Korowij (od 27 lutego 2015)